# Fromage aux artisons
Le fromage aux artisons,  ou fromage aux artisous, est un fromage fermier français sans appellation d'origine fabriqué à partir de lait cru de vache dans la région du Velay (Haute-Loire, Auvergne-Rhône-Alpes) et aux alentours. Les producteurs du plateau du Devès commercialisent ce fromage sous la marque collective « Le Velay ».
« Artison » est le nom vernaculaire donné à l'acarien du fromage, également nommé Ciron de la farine (Acarus siro), qui, en se développant sur la croûte participe à l'affinage du fromage.

## Étymologie

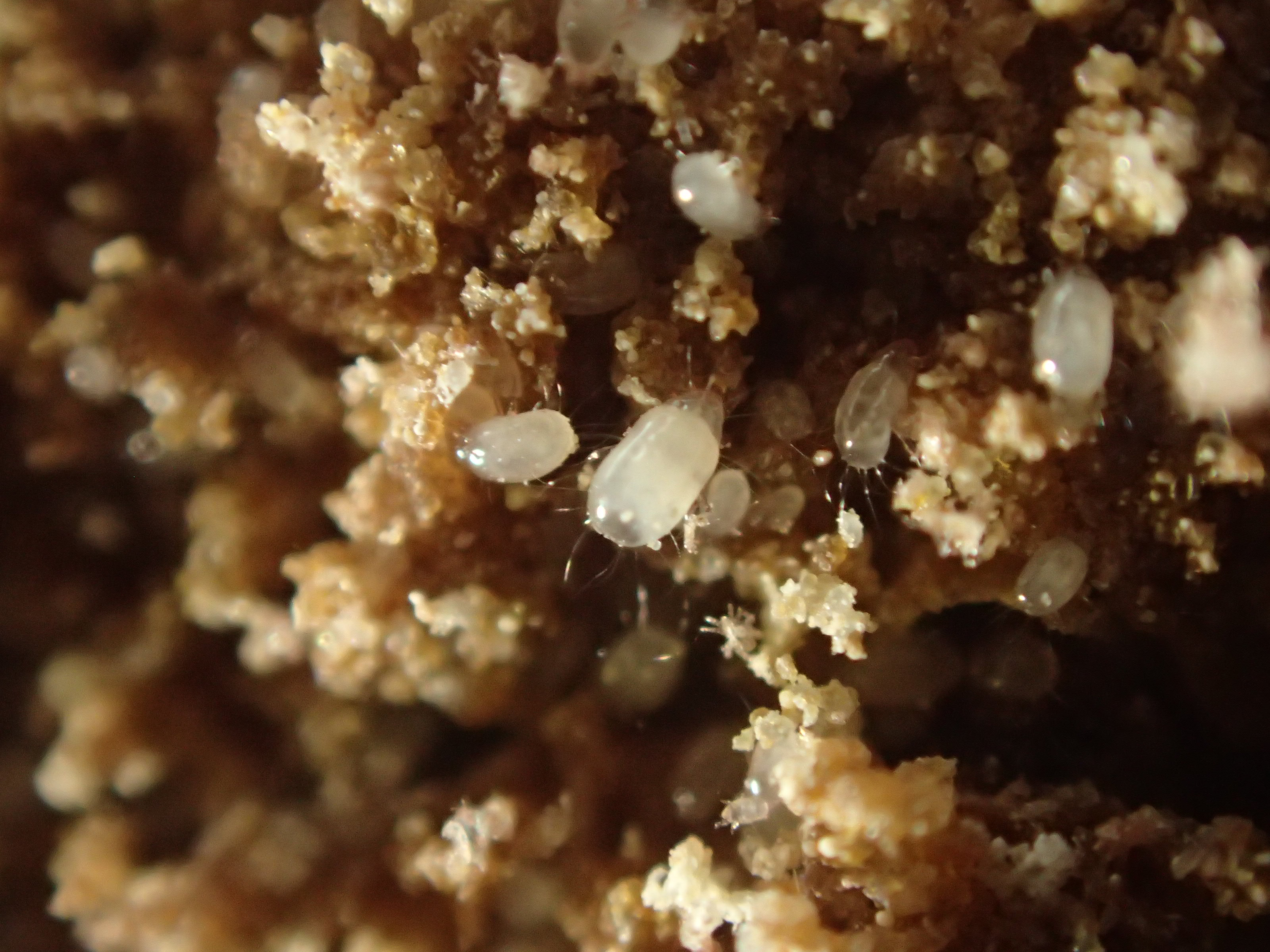
Acarus siro, l'artison.

Le mot « artison » est attesté depuis le XIIIe siècle sous la forme « artoizon » avec pour définition « insecte qui ronge le bois, les pelleteries et les étoffes ». Il se rattache à l'ancien occitan « arta » signifiant « insecte qui ronge les toisons » ». Dans le contexte de la fromagerie, il dénomme les acariens du fromage et plus particulièrement Acarus siro. L'origine de ce mot est obscure et controversée : il se rattacherait au latin « tarmes » désignant « un termite, un ver de viande » mais la suppression phonétique du « t » initial est problématique,. Ce terme pourrait également provenir du gaulois « darbita » désignant la maladie de peau dartre. Enfin, la sagesse populaire lui prête une liaison avec le mot « artisan » et sa force de travail, sans qu'elle soit étymologiquement justifiable.
« Artison » porte de nombreuses déclinaisons régionales telles que « artisou » comme dans le Velay, « artisoul », « artuison », « artuizon », « artaison », « arto », « arte » et « artaise », voire « arthes».

## Description et fabrication
Pour un article plus général, voir Ciron de la farine.
Il s'agit exclusivement d'un fromage fermier au lait cru de vache. Il a une forme cylindrique mesurant approximativement 10 cm de diamètre pour 5 cm de hauteur.
Pour confectionner le fromage aux artisons, l'agriculteur fromager se sert de deux laits, le lait de la veille qui a été en partie écrémé et le lait du jour auquel il ajoute de la présure qui le fait cailler. Il est ensuite moulé et salé. Il est mis à sécher pendant 2 à 5 jours et stocké sur des claies ou maies en bois de peuplier puis les artisous sont déversés sur la croûte. Ils s'y développent pour assurer l'affinage et vont « sculpter » le fromage. Une température de 18 à 20 °C semble idéale quant à leur développement de même qu'un mélange de souches qui permet, à terme, de conserver leur vitalité. La durée d'affinage peut aller de trois semaines à deux mois. 
La pâte, à caractère lactique, n'est pas uniformisée et varie d'une ferme à une autre : selon la qualité du fourrage, sa saisonnalité, la flore lactique propre à la ferme et le temps d'affinage, elle peut être de consistance sèche, crayeuse, moelleuse ou crémeuse. Par exemple, un fromage fabriqué à partir de lait de printemps sera plus crémeux tandis que celui fabriqué avec le lait d'hiver sera plus sec,. Sa coloration est jaune et parfois légèrement bleue à cœur, ce dernier caractère étant assez recherché,. La croûte, colorée de brun, est plus ou moins creusée en fonction de l'affinage par les artisons. Généralement consommée intégralement, elle donne en bouche une première saveur acidulée et citronnée liée au néral,, alors que la partie interne donne un deuxième goût plus doux comparé au sous-bois, au cèpe ou à la noisette,. Il s'avère que les composés organoleptiques sécrétés par les acariens ne sont pas directement ajoutés au fromage pendant l'affinage. Ainsi consommer la croûte et les acariens est indispensable pour profiter pleinement de la saveur citronnée.

## Production
Les données recueillies d'après les comptes de l'évêché du Puy-en-Velay, pour lequel les redevances seigneuriales étaient parfois réglées en fromages, montrent une production au moins à partir du XIVe siècle sur le plateau du Devès, plus particulièrement autour de Saint-Jean-Lachalm ainsi que sur le Haut-Forez autour de Craponne sur Arzon et sur l'Yssingelais. Les comptes de l’hôpital et centre d’accueil des pèlerins Hôtel-Dieu du Puy-en-Velay montrent également des livraisons de ce fromage depuis Chanaleilles en Margeride aux XVe et XVIe siècles.
Au début du XXe siècle, le fromage aux artisous est d'abord une production vivrière commune à l'ensemble des plateaux du Velay (Plateau du Devès, Plateau casadéen, Haut-Forez, Yssingelais, Meygal et Mézenc) et aux alentours à l'instar de la Margeride, du Livradois et du Brivadois. Tout au long du XXe siècle, le nombre de producteurs chute de façon importante, en premier lieu à cause de l'exode rural, puis à partir des années 1950, en raison de la généralisation de la collecte de lait pour l'industrie laitière locale,. 
Le nombre de producteurs est réduit à 415 en 1988 puis à 39 en 2000. La production moyenne par exploitation a cependant augmenté, passant pour la même période de 677 à 3 935 kg pour une production totale de 281 tonnes en 1988 contre 153 tonnes en 2000. En 2012, ils sont 45 producteurs en Haute-Loire.

## Commercialisation

Logo de la marque collective « Le Velay » appartenant aux producteurs de fromages aux artisous du plateau du Devès.

Il s'agit d'un fromage méconnu et sa consommation est en grande majorité localisée au Velay,.
En 1993, les producteurs du plateau du Devès se regroupent en association et prennent pour marque collective « Le Velay ». Leur cahier des charges délimite strictement la zone de production à ce plateau volcanique. Ils sont 23 dans les années 2000. Cette marque a reçu l'attribution officielle « provenance Montagne ». En 2003, le lait ainsi transformé représente 35 % du quota vente directe de la Haute-Loire,. Afin de promouvoir cette marque, la confrérie de l'artisou du Velay est créée en 2003.
Depuis 2012, une démarche fédératrice d’obtention de l’appellation d'origine protégée (AOP) est en cours. L'idée est menée par l'Association des producteurs fermiers de fromages aux artisous de Haute-Loire, forte d'une quarantaine de producteurs. Fin 2020, après une recherche de preuves de présence historique, le projet en est à la phase de description des techniques de fabrication puis viendra la mise en place d'un cahier des charges commun,,.

## Autres fromages aux cirons de la farine
Pour un article plus général, voir Acarien du fromage.

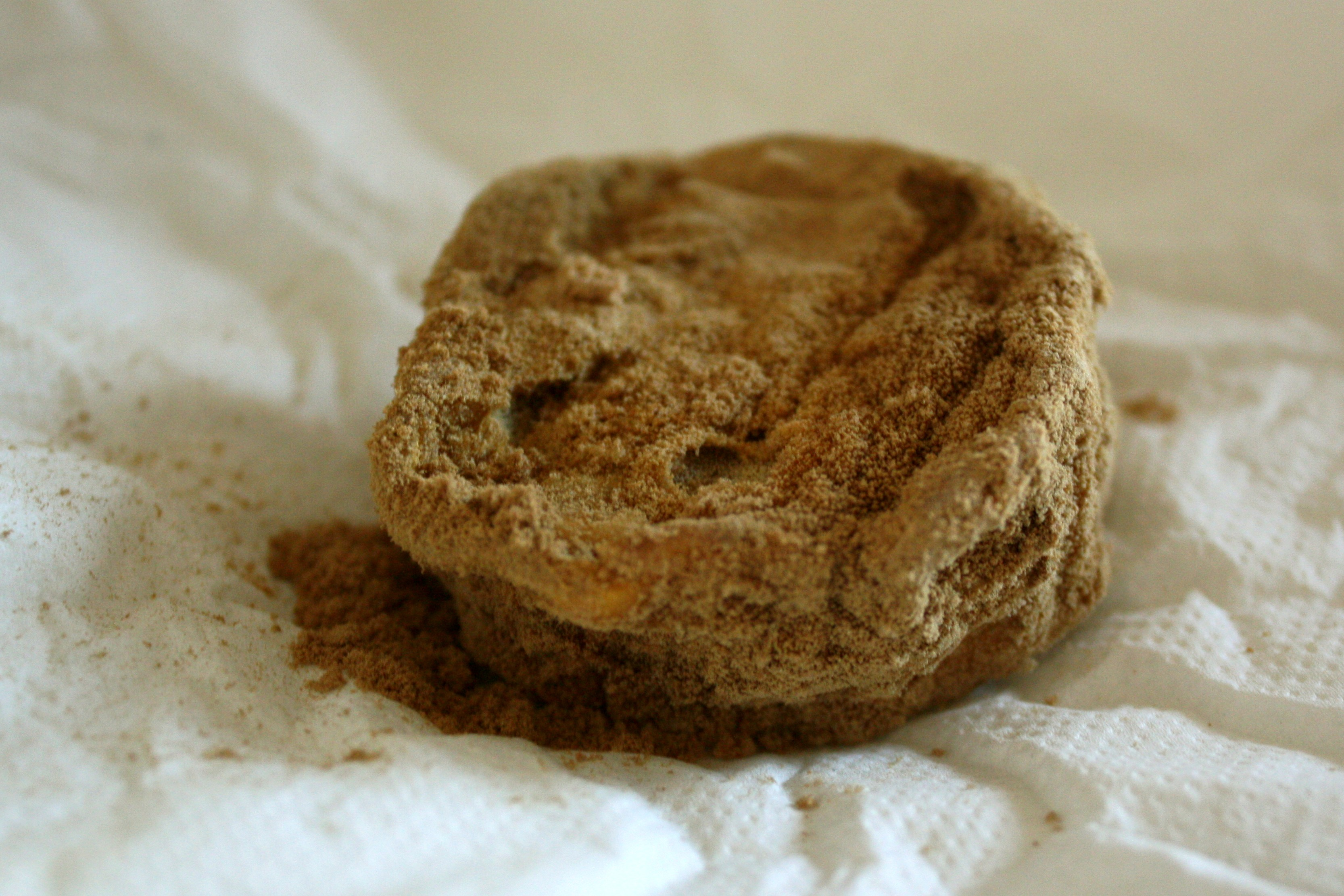
Fromage de chèvre aux artisons.

D'autres fromages fermiers, sans appellations, sont également nommés « fromages aux  artisons » tels que des petites tommes fermières du Puy de Dôme ou de Lozère et des fromages à pâtes pressées non cuites à base de lait de vache, de chèvre ou de brebis.
De même, certains fromages ayant des appellations sont également affinés grâce aux Cirons de la farine tels que le cantal, la tomme de Savoie céronnée, la mimolette vieille de Lille ou encore certaines tomme des Pyrénées fermières, tandis que le Milbenkäse en Allemagne est affiné avec une autre espèce d'acariens du fromage, Tyrolichus casei.

## Dans la littérature
Le Petit fougaud est un roman de terroir écrit par l'altiligérien Albert Ducloz paru aux Éditions de Borée en 2021. Son intrigue s'articule autour de la reprise, par une famille syrienne productrice de savons d'Alep et fuyant la guerre, de la ferme d'un couple de personnes âgées éleveurs de vaches laitières et producteurs de fromages aux artisous en Haute-Loire. Le fil rouge de l'histoire étant la traite, la fabrication de l'artisou et  sa vente sur le marché de la place du Plot au Puy en Velay, ainsi que la création d'un nouveau fromage nommé « le Petit fougaud »,.